# Arrondissement Redon
Redon is een arrondissement van het Franse departement Ille-et-Vilaine in de regio Bretagne. De onderprefectuur is Redon.

## Kantons
Het arrondissement was tot 2014 samengesteld uit de volgende kantons:
- Kanton Bain-de-Bretagne
- Kanton Grand-Fougeray
- Kanton Guichen
- Kanton Maure-de-Bretagne
- Kanton Pipriac
- Kanton Redon
- Kanton Le Sel-de-Bretagne

Na de herindeling van de kantons bij decreet van 18 februari 2014, met uitwerking op 22 maart 2015, omvat het volgende kantons :
- Kanton Bain-de-Bretagne
- Kanton Guichen
- Kanton Redon